# Маніфест Вентотене
Маніфест Вентотене (італ. Manifesto di Ventotene) — політична заява, написана Альтьєро Спінеллі, коли він був ув'язнений на італійському острові Вентотене під час Другої світової війни. Завершений у червні 1941 року, Маніфест був розповсюджений серед представників італійського опору, і незабаром він став програмою Movimento Federalista Europeo (руху за федеральну Європу). Маніфест закликав до федерації Європи і всього світу. У тексті Європейський федералізм і світовий федералізм представлені як спосіб запобігання майбутнім війнам. 
Вайсс'єр зазначає, що маніфест широко розглядається як початок народження європейського федералізму. Спінеллі (1907—86), колишній комуніст, став лідером федералістського руху завдяки своєму первинному авторству Маніфесту та його післявоєнної адвокації. Маніфест закликав до розриву з минулим Європи, щоб сформувати нову політичну систему через реструктуризацію політики та широкі соціальні реформи. Вона була представлена не як ідеал, а як найкращий варіант для післявоєнного стану Європи.